# Cathédrale Saint-Sauveur de Vabres-l'Abbaye
Pour les articles homonymes, voir Cathédrale Saint-Sauveur.
La cathédrale Saint-Sauveur de Vabres-l'Abbaye est une église, ancienne cathédrale, située à Vabres-l'Abbaye, en France. Elle n'est plus le siège d'un évêché, mais elle conserve son appellation historique de cathédrale. Elle est dédiée au saint Sauveur (Jésus-Christ).

## Description

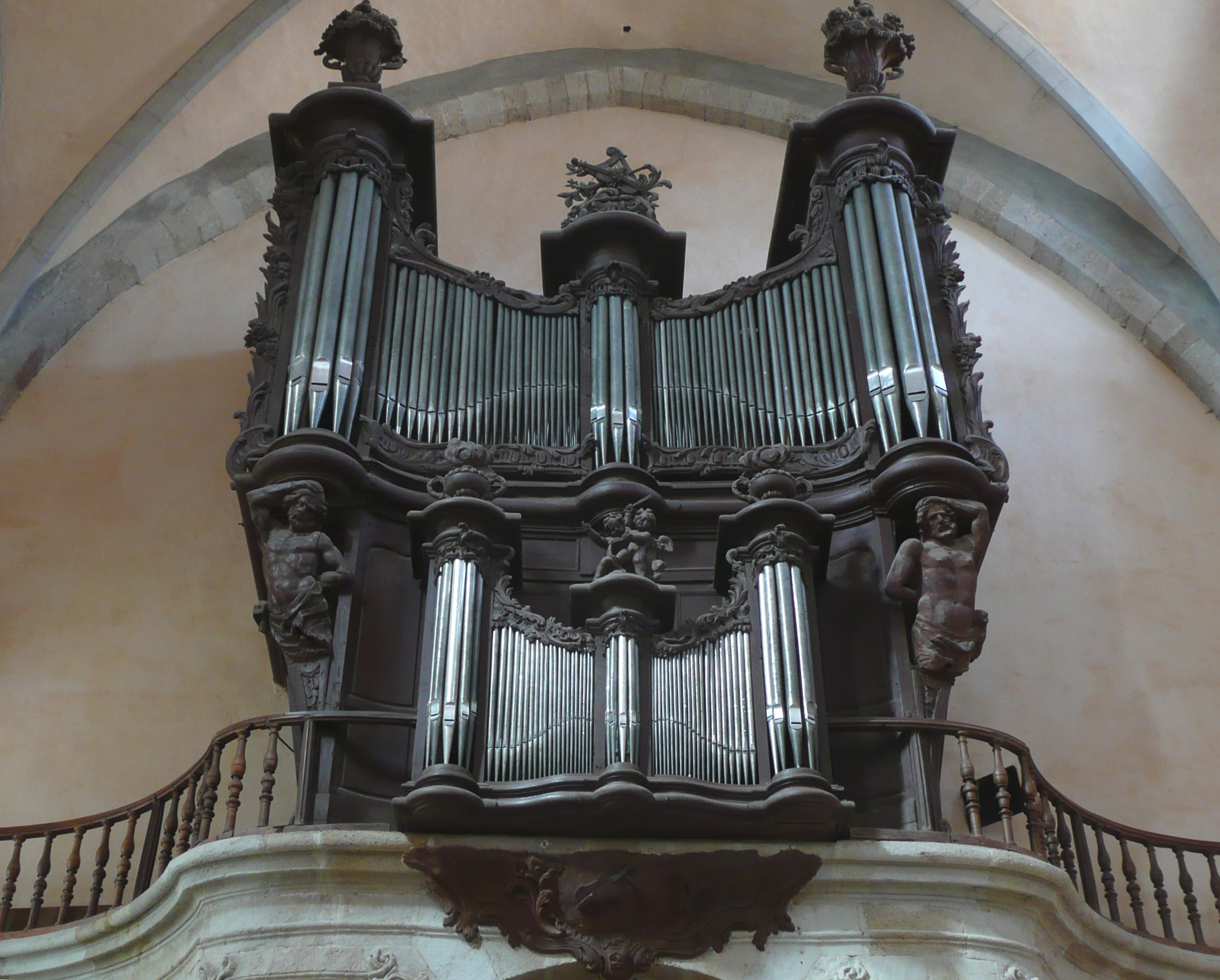
L'orgue Micot.

## Localisation
La cathédrale est située sur la commune de Vabres-l'Abbaye, dans le département français de l'Aveyron.

## Historique
Ravagée en 1791 par Jean-Maximilien Lamarque, plus connu par les émeutes qui ont émaillé ses funérailles en 1832.
Il a démoli le maître-autel pour faire un monument à Marat.
L'édifice est inscrit au titre des monuments historiques en 1992.